# Spedizione di Vancouver

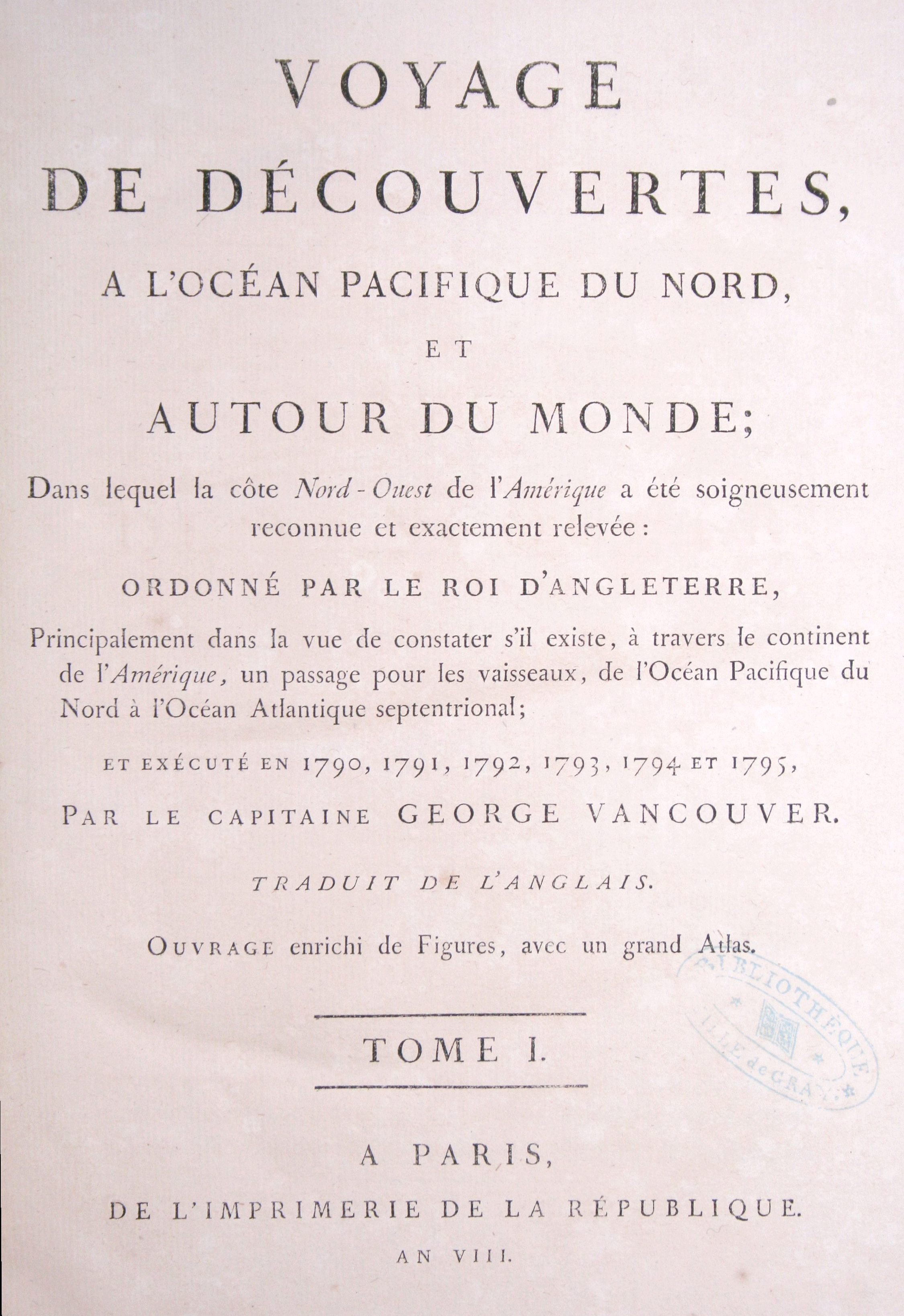
Pagina con i titoli del resoconto della spedizione

La spedizione di Vancouver (1791-1795) fu un viaggio di esplorazione e diplomazia durato quattro anni e mezzo, comandato dal capitano George Vancouver. La spedizione circumnavigò il globo, toccò i cinque continenti e cambiò il corso della storia per le nazioni indigene americane e i diversi imperi europei impegnati nella colonizzazione delle Americhe. La spedizione coinvolse in vari periodi tra le due e le quattro navi e fino a 153 uomini che, tranne sei, ritornarono tutti in patria sani e salvi.
Vancouver navigò lungo le coste dell'odierno stato di Washington e Oregon seguendo la rotta verso nord. Entrò nello Stretto di Juan de Fuca, tra l'Isola di Vancouver e lo stato di Washington il 29 aprile 1792. Ordinò quindi l'esplorazione delle baie e delle insenature sulla costa occidentale del continente nordamericano fino all'Alaska. La maggior parte di questo lavoro venne svolto da piccole imbarcazioni. Il 13 giugno 1792 Vancouver fu il primo europeo a entrare nel Burrard Inlet (nel porto dell'odierna città di Vancouver), assegnando il nome dell'insenatura in onore del suo amico Sir Harry Burrard. Ritornando a Point Grey però incontrò inaspettatamente una spedizione spagnola guidata da Dionisio Alcalá Galiano e Cayetano Valdés y Flores e venne a sapere da loro che essi erano già in possesso di una carta della zona preparata da una precedente spedizione spagnola guidata da Francisco de Eliza l'anno prima. Nel mese di ottobre 1792 inviò il tenente Robert William Broughton, con diverse barche, fino al fiume Columbia.
Dopo una visita alle coste della California allora spagnola, Vancouver trascorse l'inverno esplorando le isole Hawaii. L'anno seguente tornò nella Columbia Britannica e procedette verso nord, per tornare più tardi verso la California.
Nel 1794 raggiunse la baia di Cook (Cook Inlet), il punto più settentrionale della sua esplorazione, e da lì seguì la costa a sud dell'Isola Baranov che aveva visitato l'anno prima. Salpò poi per la Gran Bretagna via Capo Horn, arrivandoci nel settembre 1795, completando in tal modo una circumnavigazione.

## Concezione
Già in precedenza diversi viaggi di esplorazione, tra i quali quelli di Ferdinando Magellano e James Cook, e la rotta commerciale dei galeoni spagnoli tra Manila e Acapulco attiva dal 1565, avevano stabilito il valore strategico e commerciale di esplorare e rivendicare l'accesso all'Oceano Pacifico, sia per la sua ricchezza in balene e pellicce che come via commerciale per l'Oriente. La Gran Bretagna era particolarmente interessata a migliorare le sue conoscenze dei mari del sud del Pacifico per incrementare l'attività di pesca di balene, e in particolare le posizioni strategiche di Australia, della Nuova Zelanda, della leggendaria Isla Grande, e del passaggio a nord-ovest. A tal proposito fu acquistata e armata una nuova nave, che prese il nome di HMS Discovery in onore di una delle navi del terzo viaggio di James Cook. Il suo capitano era Henry Roberts e George Vancouver il suo 1º ufficiale.
I piani cambiarono quando l'avventuriero John Meares riferì che gli spagnoli avevano sequestrato la sua nave e beni di valore per centinaia di migliaia di sterline nella baia di Nootka. Anche se è ormai noto che le sue pretese di perdita fossero un po' esagerate, la Gran Bretagna aveva recentemente battuto la Spagna in guerra e l'incidente sembrava un opportuno pretesto per un'altra azione; Il Parlamento britannico armò quindi la flotta per affrontare quella passata alla storia come crisi di Nootka. Roberts e Vancouver lasciarono la Discovery a servire nella flotta del Canale: questa diventò un battello ausiliario utilizzato per radunare le vittime di reclutamento forzato. Gli spagnoli infine capitolarono firmando la convenzione di Nootka, i cui termini determinarono tuttavia istruzioni incoerenti sia per gli ufficiali inglesi che per quelli spagnoli inviati per la loro attuazione.
Vancouver ritornò a bordo della Discovery stavolta come comandante della spedizione. Secondo i suoi ordini, egli doveva "riottenere formalmente la restituzione dei territori che gli spagnoli avevano occupato, e inoltre fare un accurato rilievo della costa, dal 30º grado di latitudine nord in direzione nordovest verso il fiume Cook; e inoltre ottenere tutte le informazioni possibili che si potessero raccogliere nel rispetto dello stato naturale e politico di quel paese". Queste esplorazioni avevano in parte lo scopo di scoprire nuove vie di comunicazione acquatiche attraverso l'interno del Nord America (il tanto ambito passaggio a Nord Ovest o, più probabilmente, fiumi navigabili) e in parte quello di facilitare le ricerche del ben ammanicato politicamente botanico ufficiale della spedizione, Archibald Menzies.
In seguito all'ammutinamento del Bounty, l'Ammiragliato aveva ordinato per precauzione che le navi non intraprendessero viaggi tanto lunghi in solitaria; pertanto alla spedizione fu assegnata la nave appoggio HMS Chatham. La HMS Daedalus si sarebbe dovuta incontrare con la spedizione nella baia di Nootka un anno più tardi con i rifornimenti. La spedizione sarebbe dovuta durare due o tre anni.

### Il ruolo di equipaggio
Il ruolo di equipaggio della spedizione elenca 153 uomini. La maggior parte erano ufficiali di marina o marinai, molti dei quali si sarebbero distinti in futuri incarichi, tra cui Peter Puget, Joseph Baker, Joseph Whidbey, William Broughton, Zachary Mudge, Thomas Manby, e Robert Barrie. C'era un consistente contingente di marine; se questi fossero stati imbarcati per assistere nell'esplorazione in territori ostili o per scoraggiare eventuali ammutinamenti non viene riportato. Due aristocratici sedicenni, l'honorable Thomas Pitt (nipote del primo ministro) e l'honorable Charles Stuart (figlio di un marchese), furono imbarcati come able seamen (marinai scelti) ma si dimostrarono problematici.
Tra i soprannumeràri era presente il già nominato Menzies (che teneva un diario meticoloso della spedizione) e il suo servo John Ewin (o Ewing). Un uomo hawaiano di nome Towereroo, che il capitano Charles Duncan aveva precedentemente portato con sé in Inghilterra, fu messo sulla Discovery per permettergli di tornare a casa. Infine, il ruolino include un widow's man, nominalmente indicato come marinaio scelto, ma in realtà solo una finzione contabile.

## 1791
Il 1º aprile 1791 la Discovery e la Chatham salparono. Il 28 aprile raggiunsero Santa Cruz a Tenerife; la sosta era stata prevista per concedere un periodo di riposo all'equipaggio e per dare l'opportunità ai botanici di studiare la flora locale, ma si risolse in una rissa tra ubriachi in cui diversi ufficiali furono gettati nella baia o picchiati.
Il 7 maggio le due navi lasciarono Tenerife; la Chatham arrivò a Città del Capo il 6 giugno e la Discovery due giorni dopo. Dopo ulteriori ricerche botaniche, socializzazioni e un nuovo reclutamento per rimpiazzare i disertori, le navi ripartirono il 17 agosto. Durante la navigazione il chirurgo si ammalò durante un'epidemia di dissenteria (con la morte di un marinaio); Menzies assunse quindi le sue funzioni per il resto della spedizione.
Il 29 settembre sbarcarono in Australia, presso ciò che Vancouver chiamò prontamente King George Sound (insenatura di Re Giorgio). Essi esaminarono rapidamente la costa sud dell'Australia e sbarcarono il 2 novembre a Dusky Sound, in Nuova Zelanda, per rifornirsi e procedere a nuove ricerche botaniche, prima di ripartire il 21 novembre. Procedendo separatamente, entrambe le navi scoprirono le isole sub-antartiche Snares (23 novembre), che Vancouver considerò un grave pericolo per la spedizione (da qui, il nome). In rotta verso Tahiti, l'equipaggio della Chatham, inoltre, scoprì le Isole Chatham, prima di raggiungere l'isola polinesiana il 26 novembre; la Discovery arrivò tre giorni dopo.
Giunti a Tahiti, Vancouver applicò una rigida disciplina per evitare le connessioni personali con gli isolani che avevano portato all'ammutinamento del Bounty. Pitt fu frustato per aver scambiato un pezzo di ferro della nave per ottenere i favori romantici di una signora del luogo. Towareroo, non formalmente soggetto a tale disciplina, decise che preferiva le comodità di Tahiti alla continuazione del viaggio e dovette essere costretto a lasciarla.

## 1792

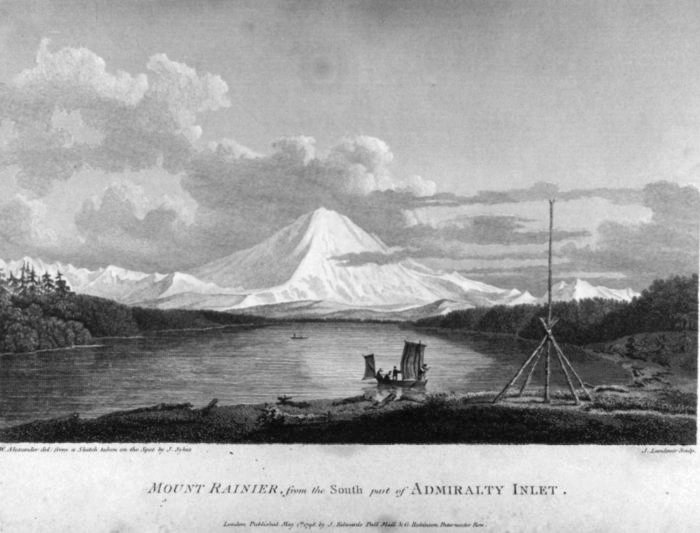
"Il monte Rainier dal versante meridionale della penisola dell'Ammiragliato". La montagna fu il primo avvistamento di Vancouver durante la sua esplorazione dello Stretto di Puget, nella primavera del 1792.

Procedendo durante l'inverno per le Hawaii, Vancouver arrivò nell'arcipelago nel marzo 1792. 
Era appena un giovane guardiamarina durante il fatale sbarco di Cook 13 anni prima, quindi fece in modo di evitare di prendere terra proprio a Kealakekua Bay. Il comandante fu continuamente disturbato dai nativi con la frequente richiesta di armi da fuoco, e cercò di evitare l'escalation della guerra civile in corso, disertando l'isola principale e passando l'inverno a Oahu. Vancouver fece accordi per rifornire alle Hawaii la sua piccola flotta durante l'inverno e per tutta la durata della spedizione.
La Discovery e la Chatham procedettero verso il Nord America. Il 16 aprile approdarono a circa 39º N e iniziarono un'indagine dettagliata verso nord. Il 28 aprile incontrarono l'americano Robert Gray, capitano del Columbia Rediviva, con il quale ebbero una proficua condivisione di informazioni; molto di ciò che aveva detto loro Meares riguardo alle esplorazioni di Gray, disse loro quest'ultimo, erano falsità.
Nel mese di giugno del 1792, la HMS Discovery e la HMS Chatham del tenente William Robert Broughton giacevano ancorate in una baia che avevano chiamato Birch Bay. Gli storici ritengono che la Chatham abbia perso in quell'occasione un ancoraggio di 900 libbre fuori Whidbey Island, il 9 giugno 1792. Nel mese di giugno 2014, fu recuperato un ancoraggio nella regione ed è tuttora oggetto di valutazione per verificare se sia proprio l'unica reliquia a testimonianza del passaggio nel 1792 di Vancouver nello stretto di Puget (in inglese Puget Sound).
Vancouver decise di utilizzare le piccole imbarcazioni in dotazione alle sue navi per l'esplorazione dettagliata e il rilevamento dei complessi e talvolta poco profondi corsi d'acqua della regione. Il 12 giugno, Vancouver, insieme a Puget e alcuni membri dell'equipaggio, navigò a nord di Birch Bay su due delle scialuppe a vela più piccole della Discovery. In quattro giorni di esplorazione trovarono e tracciarono una serie di punti e insenature, come Point Roberts, Point Grey, Burrard Inlet, Howe Sound e Jervis Inlet. Il 13 giugno, nei pressi di Point Roberts, la Chatham si imbatté nella Sutil e nella Mexicana, della spedizione esplorativa spagnola.

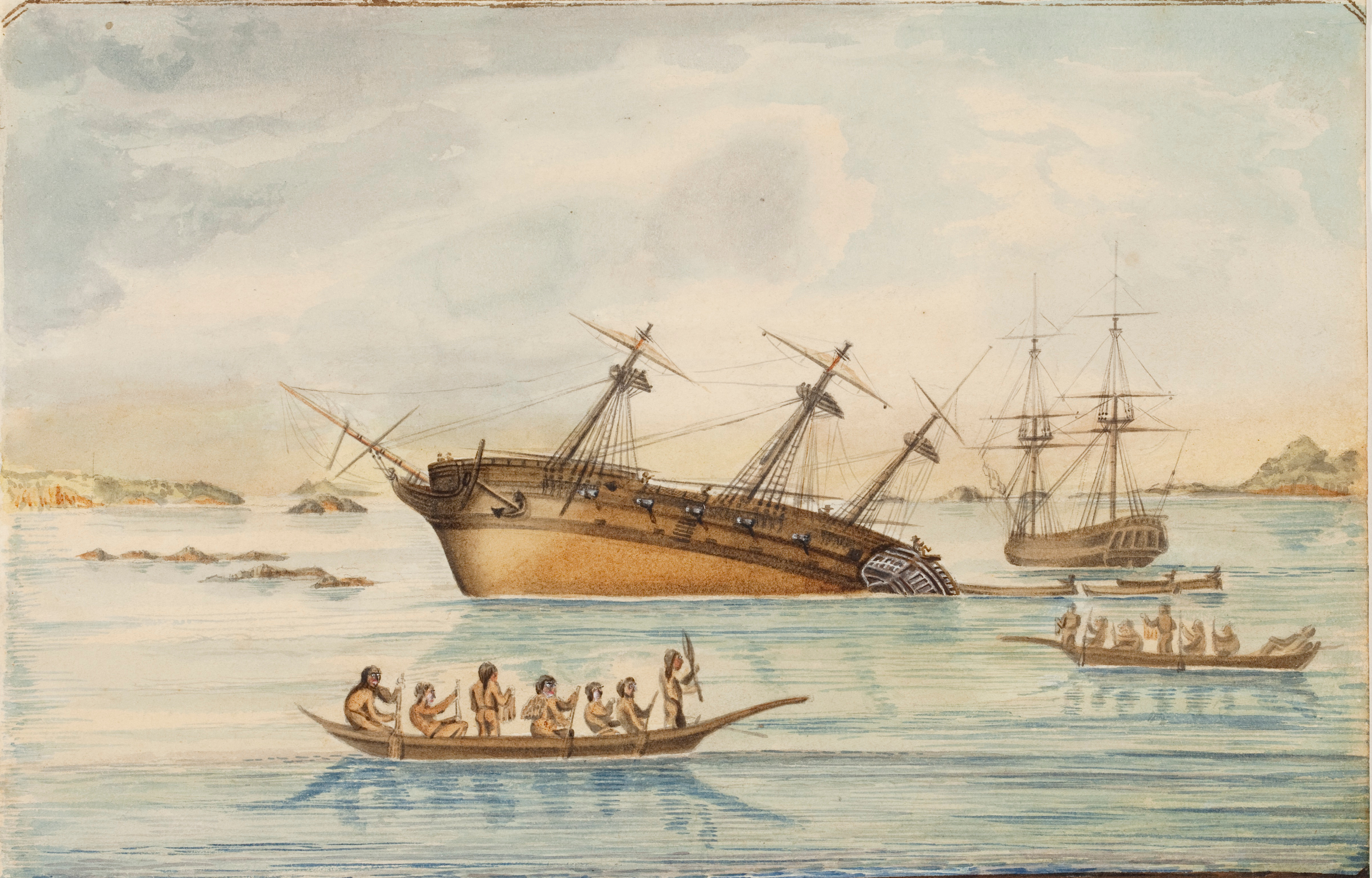
La Discovery si arena ai primi di agosto 1792 sugli insidiosi scogli nello stretto Queen Charlotte, vicino a Fife Sound. Nel giro di un giorno anche la Chatham si arenò sugli scogli a circa due miglia di distanza.

Il 21 giugno 1792, alle prese con il cattivo tempo e la diminuzione delle scorte di cibo, Vancouver decise di tornare sulla HMS Discovery, a circa 84 miglia di distanza; al loro ritorno incontrarono vicino all'odierna Vancouver, Columbia Britannica, le navi spagnole ai comandi rispettivamente dei capitani Malaspina e Galiano (che il tenente Broughton aveva già incontrato). Entrambi stavano esplorando e mappando lo stretto di Georgia, alla ricerca di un possibile passaggio a nord-ovest e per determinare se Vancouver Island fosse un'isola o parte del continente. I comandanti delle due spedizioni stabilirono un rapporto amichevole e accettarono di collaborare tra di loro, condividendo il lavoro di rilevamento e i grafici. Essi lavorarono insieme in questo modo fino al 13 luglio, dopo di che ognuno riprese la circumnavigazione di Vancouver Island separatamente. Le navi di Galiano raggiunsero la baia di Nootka, completando il giro attorno all'isola il 31 agosto. Le navi di Vancouver erano però già arrivate in precedenza. Così Vancouver fu il primo europeo a dimostrare l'insularità di Vancouver Island, mentre Galiano fu il primo a circumnavigarla completamente. Vancouver infatti non era partito da Nootka ma aveva iniziato dallo Stretto di Juan de Fuca, mentre Galiano aveva iniziato la sua navigazione da Nootka.
Nel mese di agosto, mentre Vancouver stava ancora esplorando sulle sue piccole imbarcazioni verso nord, la nave da rifornimento Daedalus arrivò a Nootka e spedì il brigantino HMS Venus con la notizia che il suo capitano, Richard Hergest, e William Gooch, inviato come astronomo ufficiale della spedizione, erano stati assassinati sull'isola di Oahu. Vancouver e Whidbey condivisero quindi le incombenze dell'astronomo, fatto che poi avrebbe portato ad attriti al momento della paga. L'11 agosto la spedizione navigò verso sud, raggiungendo la baia di Nootka il 28 agosto, dove furono scambiati saluti amichevoli con una fregata spagnola da 13 cannoni comandata dal navigatore peruviano Juan Francisco de la Bodega y Quadra.

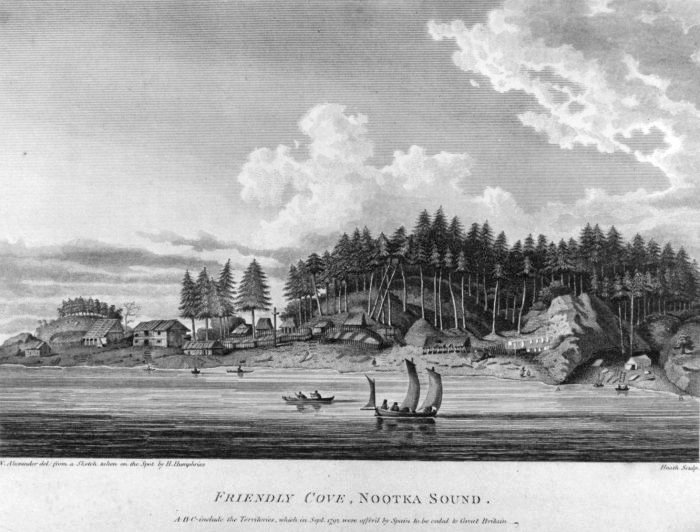
Friendly Cove, Nootka Sound. Volume I, tavola VII da: "A Voyage of Discovery to the North Pacific Ocean and Round the World" di George Vancouver.

I rapporti tra Bodega y Quadra e Vancouver furono improntati alla cordialità e anche all'amicizia, ma non poterono conciliare le loro contrastanti istruzioni e le interpretazioni divergenti rispetto alla convenzione di Nootka. I due comandanti convennero di incontrarsi di nuovo al Presidio Real de San Carlos de Monterrey, un forte spagnolo situato a Monterey, in California. Il 21 settembre Bodega y Quadra lasciò Nootka e Salvador Fidalgo divenne il nuovo comandante dell'insediamento spagnolo. Vancouver inviò il tenente Mudge in Inghilterra su una piccola nave commerciale battente bandiera portoghese, la São Jao y Fenix, per ottenere ulteriori istruzioni dall'Ammiragliato.
Nel frattempo il capitano della nave mercantile Jenny chiese a Vancouver di far rientrare alle Hawaii due ragazze indigene precedentemente rapite nelle isole. La spedizione così allargata intraprese il viaggio di trasferimento verso sud; Whidbey sulla Daedelus rivolse le sue indagini su Grays Harbor, una baia di estuario, mentre le altre due navi rischiarono la rotta verso il fiume Columbia. Il più piccolo Chatham riuscì ad avventurarsi più in là e inviò piccole imbarcazioni ancora più a monte. La Discovery, il cui equipaggio cominciava a soffrire di scorbuto, procedette verso la provincia spagnola settentrionale di Las Californias, raggiungendo il Golden Gate e quindi El Presidio Real de San Francisco, dove ricevettero il 14 novembre una cordiale e disponibile accoglienza da parte degli spagnoli. Le altre navi arrivarono il 26. Vancouver navigò quindi verso sud lungo la costa dell'Alta California, visitando i villaggi dei Chumash a Point Conception (Humqaq in lingua chumash) nei pressi della Mission San Buenaventura, una missione spagnola.
Bodega y Quadra si offrì di facilitare l'invio di un altro messaggio attraverso la Nuova Spagna (Messico) e quindi utilizzando la rotta atlantica, tuttavia Vancouver preferì inviare il tenente Broughton. Puget prese quindi il suo posto come comandante della Chatham, provocando il disappunto di Menzies che avrebbe preferito per l'incarico il suo amico James Johnstone, sailing master della Chatham .
Dopo il riposo e il riapprovvigionamento, la spedizione ritornò alle Hawaii per svernare.

## 1793

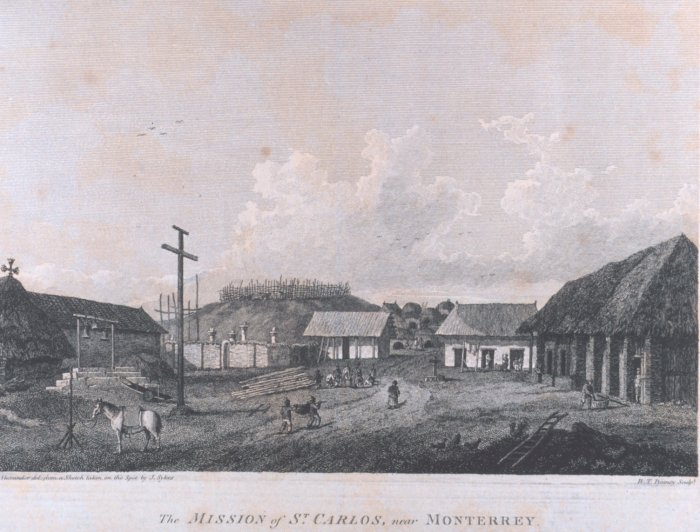
"La Mission of St. Carlos vicino a Monterrey". Vancouver viaggiò via terra per visitare la missione nel dicembre 1792.

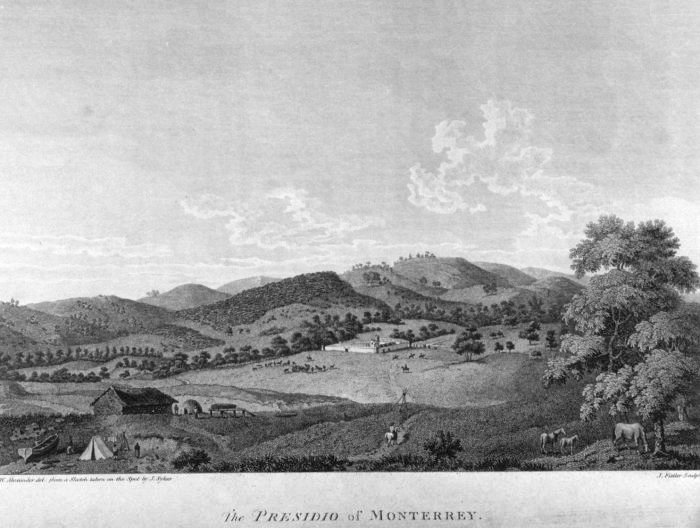
"El Presidio Real de San Carlos de Monterrey". Le navi di Vancouver gettarono l'ancora tre al largo di Monterey (Nov-dic. 1792, ott.-nov. 1793, e nov.-dic. 1794), in visita alla missione e al presidio (qui raffigurato).

La Discovery navigò attorno alla costa nord della grande isola di Hawaii, e la Chatham a sud, riunendosi a Kealakekua Bay.
Qui Vancouver lasciò alcuni bovini, ovini, e diverse piante che Menzies aveva raccolto in California e incontrò il marinaio britannico John Young, che fece da interprete e contribuì a negoziare con il re Kamehameha I. Vancouver ne approfittò per impressionare il re Kamehameha I con la portata del potere militare britannico. L'esploratore condusse inoltre le consuete indagini sui luoghi mentre Menzies raccolse altri campioni.
Durante l'inverno Vancouver commissionò numerosi miglioramenti alle piccole imbarcazioni che avevano partecipato al dettagliato progetto di indagine, in modo da fornire in futuro un migliore riparo e dotazioni per l'equipaggio. Questi miglioramenti avrebbero consentito agli equipaggi di continuare la loro indagine di uno dei più complessi sistemi costieri del mondo, procedendo fino a circa 56º 30' N fino a quando le condizioni meteo permisero di continuare l'esplorazione.
Il 26 maggio raggiunsero Fitz Hugh Sound, una baia sulla costa della British Columbia, arrivando a quello a cui Vancouver diede il nome di Restoration Cove due giorni dopo. Il comandante, con due delle scialuppe, esplorò Cascade Inlet, Cousins Inlet, Roscoe Inlet e Fisher Channel e Dean Channel, mentre Johnstone esplorò il Burke Channel e il North e il Sud Arm Bentinck. Il primo, nel doppiare la punta nord di quella che chiamò King Island, dimostrò la sua natura insulare. Il giorno prima di partire per Restoration Cove (10 giugno), Johnstone fu nuovamente inviato in esplorazione. Le navi intanto navigarono verso est per darsi appuntamento presso Yeo Island, dove Johnstone le raggiunse il 18 giugno, dopo aver esplorato le penisole di Spiller e Mussel e i canali di Bullock, Spiller, Mathieson e Finlayson, veleggiando in tal modo tra le isole di Yeo, Pooley, Roderick, Susan e Dowager.
La spedizione mollò gli ormeggi il 19 giugno, procedendo fino a Finlayson e il Princess Royal Channel lungo il lato est della Princess Royal Island, ancorando a due terzi della sua costa orientale due giorni dopo. Da qui, Johnstone e Barrie furono spediti a nord, tornando il 29. Essi esplorarono il nord del Princess Royal Channel, così come il Whale e il Squally Channel, circumnavigando Gil Island, così denominata dall'esploratore spagnolo Jacinto Caamaño l'anno precedente. Il giorno dopo il loro ritorno la spedizione navigò fuori dall'insenatura fino a un'altra più a nord; qui attesero il ritorno di Whidbey, che era stato inviato a indagare la costa continentale un giorno dopo Johnstone e Barrie. Egli rientrò il 3 luglio dopo aver circumnavigato ciò che fu chiamata "Isola di Hawkesbury" (in realtà quattro isole distinte: Gribbell, Loretta, Hawkesbury, e Maitland) ed esplorato i canali di Gardner, Ursula, Devastation e Douglas e le penisole di Kitimat e di Kildala
Dopo aver inviato Whidbey e Barrie a nord, le navi ancorarono al largo della costa settentrionale di Gil Island. I due fecero ritorno il 15 luglio, dopo aver esplorato la penisola di Gilttoyees e misurato la lunghezza del Grenville Channel fino al punto occidentale di Porcher Island. Lo stesso giorno le navi ripartirono, risalendo il Principe Channel tra Banks Island e le Isole Pitt. Il 21 furono colpiti da una tempesta, salvandosi solo grazie al tempestivo arrivo di una baleniera inviata dalla nave Butterworth di Londra, sotto William Brown, la cui squadra era tranquillamente ancorata al largo della costa nord dell'isola di Stephens. Da Brown vennero a conoscenza dell'esistenza di un "grande apertura" a nord (lo Stretto di Clarence), che egli aveva in precedenza indagato. Con questa notizia, le navi salparono il giorno successivo, raggiungendo Salmon Cove, sul lato ovest della Observatory Inlet, due giorni dopo. Lo stesso giorno (il 24 luglio), Johnstone e Barrie furono inviati fuori; il giorno seguente Vancouver ripartì. Mentre Vancouver esplorava le estremità del Canale Portland, le penisole di Fillmore e di Nakat (Alaska), Boca de Quadra completò la circumnavigazione dell'isola di Revillagigedo (durante la quale furono attaccati dal popolo Tlingit vicino a quello che fu successivamente chiamato Escape Point, subendo il ferimento di due uomini). Johnstone e Barrie nel frattempo esplorarono i canali a sud-est, tra cui Work Channel e la penisole di Khutzeymateen e Quottoon.
Il 18 agosto lasciarono Salmon Cove, approdando a Port Stewart, appena a ovest dell'isola di Revillagigedo, pochi giorni dopo. Da qui, Johnstone si diresse a nord, circumnavigando quello che fu chiamata "Isola del Duca di York" (in realtà tre isole: Wrangell, Zarembo e Etolin), avvistando l'isola di Mitkof ed esplorando i capi del Duncan Channel (Alaska). Il 6 settembre, pochi giorni dopo il suo ritorno, la spedizione tolse le ancore, veleggiando verso Port Protection, sulla costa nord ovest dell'isola Principe di Galles, che raggiunsero un paio di giorni dopo. Le scialuppe furono ancora una volta inviate in esplorazione: Johnstone tracciò la costa meridionale di Kupreanof Island, mentre Whidbey esplorava la parte a sud est di Kuiu Island, raggiungendo l'ingresso dell'Affleck Canal. Whidbey rientrò alla base il 21 settembre; le navi lasciarono Port Protection il giorno successivo per tornare a sud.
La spedizione visitò quindi nuovamente Nootka (dove si continuava a non trovare alcuna risoluzione degli ordini contrastanti), l'Alta California spagnola e quindi le Hawaii.

## 1794
Sul finire dell'inverno che la spedizione stava passando alle Hawaii, Baker accompagnò Menzies, il guardiamarina George McKenzie e un altro uomo il cui nome non viene riportato, nella prima salita mai registrata sul Mauna Loa. Essi raggiunsero la cima il 16 febbraio e, utilizzando un barometro, misurarono l'altezza del vulcano con un errore di meno di 50 piedi rispetto al valore attualmente accettato.
Sull'isola Vancouver continuò a negoziare con Kamehameha; il 25 febbraio, il re fece un proclama ufficiale di adesione, dichiarando che la sua gente doveva ora considerarsi Tanata no Britanee (gente della Gran Bretagna). Quello che Kamehameha intendesse esattamente con questo non risulta essere del tutto chiaro poiché la Gran Bretagna non tentò di esercitare alcuna sovranità sull'arcipelago durante il suo regno. Tuttavia, l'assistenza di Vancouver al re fu per questi estremamente utile, in particolare il prestito di strumenti e di lavoratori qualificati per costruirgli un'imbarcazione armata di 36 piedi, il Britannia. Gli armamenti potrebbero aver aiutato nella decisiva vittoria di Kamehameha nella battaglia intestina di Nu'uanu (in hawaiano: Kalelekaʻanae, letteralmente 'triglia saltellante').
La spedizione lasciò le Hawaii per l'ultima volta il 15 marzo 1794. Trascorsero la fine di aprile e i primi di maggio in Alaska a tracciare i confini più remoti di ciò che Vancouver aveva rinominato Cook Inlet; Vancouver raggiunse l'imboccaura del Knik Arm, mentre Whidbey quella del Turnagain. Gli ultimi giorni di maggio e la seconda metà del mese di giugno furono spesi a tracciare i grafici dello stretto di Prince William: Whidbey la metà occidentale dell'isola di Bligh, e Johnstone verso est e verso sud. Da qui la spedizione intraprese di nuovo la sua rotta verso est. Il clima era spesso al limite del congelamento, a seguito del quale non solo la loro scorta di tartarughe vive (mantenute per la carne) andò perduta ma anche il cassero di Menzies, progettato per mantenere un effetto serra, congelò uccidendo tutte le sue piante. Nel frattempo gli uomini della spedizione commerciavano a Cook Inlet e nello stretto di Prince William sia con gli insediamenti russi che con quelli dei nativi.
Entro il 9 luglio si erano ancorati in quella che fu chiamata Port Althorp, una baia sulla costa nord occidentale di Chichagof Island, nell'arcipelago Alessandro nel manico di padella dell'Alaska. Presto Whidbey fu inviato a esplorare la zona, facendo ritorno il 27. Nonostante la pioggia costante e più di un incontro ostile con un grande gruppo di Tlingit, fu in grado di esplorare fino al Lynn Canal e le estremità delle penisole di Chilkat e Chilkoot, seguendo la lunghezza della costa occidentale di quella che fu poi chiamata Admiralty Island, doppiando la sua punta meridionale e trascorrendo una notte nei pressi di Point Townshend sulla sua costa sud-est.
Pochi giorni dopo lasciarono Port Althorp, navigando verso sud lungo le coste occidentali delle isole di Chichagof e di Baranof. La mattina del 2 agosto raggiunsero una baia sulla costa sud est di quest'ultima isola, che Vancouver avrebbe chiamato Port Conclusion. Due gruppi in barca sotto Whidbey e Johnstone furono inviati in esplorazione la mattina successiva; entrambi tornarono il 20 "sotto un diluvio di pioggia". Mentre Whidbey procedeva fino allo Stephens Passage e completava l'indagine della costa orientale di Admiralty Island (tra cui quella del Seymour Canal e della Glass Peninsula) e della riva continentale opposta, Johnstone tracciò i contorni della costa ovest, nord e orientale di Kuiu Island, dimostrane l'insularità; i due si incontrarono al largo della costa nord est di Kupreanof Island; Whidbey aver indagato il canale a est dell'isola, prima di essere fermato da banchi di sabbia. Secondo i diari di alcuni ufficiali, con il completamento di questa esplorazione, festeggiarono con gioia rendendosi conto di aver completato i loro compiti e di poter tornare a casa. Pochi giorni dopo il loro ritorno, la spedizione lasciò Port Conclusion. Purtroppo, non appena si diressero verso Nootka, Isaac Wooden perse la vita in un incidente in barca al largo di Capo Ommaney, uno dei pochi dell'equipaggio a morire durante la spedizione. Le insidiose rocce al largo del Capo furono in suo onore chiamate Wooden Rocks.
Il 28 agosto 1794 Vancouver riprese la rotta e quattro giorni dopo, la Discovery e la Chatham toccarono terra a Nootka; tutti furono rattristati nell'apprendere che Quadra era improvvisamente morto. Il generale di brigata Don Jose Alava, il nuovo governatore di Nootka, si dimostrò anch'egli collaborativo e amichevole, ma nessuna istruzione era arrivata per consentire ai comandanti di risolvere la situazione. Alava e Vancouver rimasero in rapporti amichevoli, conducendo congiuntamente esplorazioni locali, e una grande festa con Maquinna. Il 6 ottobre, le navi da ricerca partirono per Monterey. La Daedelus fu inviata in Inghilterra con il problematico signor Pitt, che avrebbe ricevuto il benvenuto in patria carico di molteplici infrazioni disciplinari.
Il 6 novembre la Discovery approdò a Monterey in Alta California, apprendendo che sebbene le trattative erano già state molto probabilmente concluse in Europa, non c'erano ancora ulteriori istruzioni sulla composizione della crisi. La spedizione salpò il 2 dicembre e raggiunse le isole Marías il 17 dicembre per riapproviggionarsi e ulteriori raccolte botaniche, quindi trascorse il Natale in mare.

## 1795
Tornando a casa, la spedizione toccò l'isola del Cocco, le isole Galápagos, e le isole Juan Fernández, per approvvigionarsi di derrate alimentari fresche quando possibile, cominciando tuttavia ad accusare i primi casi di scorbuto.
Sebbene avessero l'ordine di evitare i possedimenti spagnoli nel Pacifico, la necessità richiedeva alcuni rifornimenti e furono costretti a farvi tappa, in ogni caso gli ordini prevedevano di indagare quanta più linea di costa possibile. Il 25 marzo Vancouver quindi approdò a Valparaíso nel Vicereame del Perù, nell'odierno Cile, rimanendovi per cinque settimane per riparazioni con l'aiuto degli spagnoli. Gli ufficiali della spedizione godettero di una visita ufficiale da parte del Capitano Generale e Governatore Reale del Cile, Don Ambrosio O'Higgins de Vallenar, nella capitale Santiago.
Il 5 maggio la Discovery e la Chatham lasciarono Valparaiso, con l'intento di riunirsi a Sant'Elena nel caso le condizioni meteo le avessero separate. L'inizio dell'inverno del dell'emisfero sud e le cattive condizioni delle navi resero impraticabile un'ulteriore indagine della costa cilena e molto rischioso il doppiaggio di Capo Horn. Tuttavia, Vancouver trascorse molto tempo alla ricerca della leggendaria isola di Isla Grande, precedentemente riportata a 46.40.S, solo per riconfermarne la sua inesistenza.
In questo periodo, il tenente Broughton e il tenente Mudge avevano lasciato l'Inghilterra sulla HMS Providence per assistere Vancouver; raggiunsero però Monterey molto tempo dopo che la spedizione era già partita. Interpretando correttamente che Vancouver non avrebbe lasciato il suo compito di rilievo incompleto, salparono per tracciare la costa dell'Asia orientale.
Il 2 luglio la Discovery e la Chatham approdarono a Sant'Elena e qui appresero che la nazione era in guerra. Le loro malconce navi erano probabilmente i più deboli vascelli che incrociavano nell'Atlantico, tuttavia catturarono di sorpresa un East Indiaman olandese. In seguito, durante una tempesta, Vancouver ordinò a un servo di Menzies di servire in coperta, lasciando che le piante del botanico si danneggiassero; questo fatto irritò ulteriormente Menzies nei confronti del comandante.
Al largo di Capo Verde, la Discovery raggiunse un convoglio britannico scortato dalla HMS Sceptre e, in relativa sicurezza, arrivò a Shannon. Qui Vancouver lasciò la nave per tornare a riferire; Baker condusse la Discovery in modo sicuro in patria a Long Reach sul Tamigi, completando la sua missione di quattro anni e mezzo il 20 ottobre 1795.

## Conseguenze
La spedizione ritornò in una Gran Bretagna più interessata alla guerra in corso in Europa che ai resoconti delle esplorazioni nel Pacifico. Vancouver fu attaccato politicamente dagli influenti Menzies per varie offese che a loro dire avevano subito dal comandante. Pitt sfidò a duello Vancouver e tentò di aggredirlo a bastonate in un angolo di una strada di Londra. Vancouver non poteva competere con i poteri che si erano messi contro di lui, e inoltre stava per morire prematuramente per cause mai completamente chiarite. Alla sua morte avvenuta il 10 maggio 1798, la sua massiccia opera cartografica era solo a poche centinaia di pagine dal completamento, ma il suo lavoro fu portato a termine da Puget.
Geopoliticamente, la spedizione contribuì a ridimensionare il ruolo della Spagna come potenza nel Pacifico settentrionale e a definire i confini del conflitto anglo-americano in quelle regioni. Inoltre assistì all'unificazione del Regno delle Hawaii e stabilì un'ulteriore dominazione britannica in Australia e Nuova Zelanda. La spedizione lasciò al mondo centinaia, forse migliaia, di toponimi e nomi di specie vegetali.

## I resoconti di viaggio di Vancouver
- (EN) George Vancouver, A Voyage of Discovery to the North Pacific Ocean, and Round the World, 1798. (Vol. 1 Vol. 2 Vol 3).
- (EN) W. Kaye Lamb, The Voyage of George Vancouver 1791–1795, Londra, Hakluyt Society, 1984.